# Karmann-Mobil
Karmann-Mobil ist ein deutsches Unternehmen für Reisemobile mit Sitz in Sprendlingen im Landkreis Mainz-Bingen, Rheinland-Pfalz. Die Marke Karmann-Mobil gehört zur Eura Mobil GmbH.

## Geschichte
Die Anfänge von Karmann-Mobil liegen in der  Wilhelm Karmann GmbH. Sie existierte seit 1901 und stellte zunächst Kutschen her. Bekannt wurde das Unternehmen vor allem durch seine Karosseriebauten für  Automobilhersteller wie  VW, BMW und Ford.

## Erstes Reisemobil auf VW-Basis
Die Idee für sein erstes Reisemobil bekam Gründer Wilhelm Karmann auf einer Reise in Südafrika. Die ersten Fahrzeuge unter dem Namen Karmann Reisemobil wurden ab 1976 auf der Basis eines  Volkswagen T2 gebaut. Der Aufbau des Wagens außer dem Führerhaus bestand aus einem mit Blech beplankten Holzgerüst und einer PVC-beschichteten Innenverkleidung aus Sperrholz. Das Fachwerkgerippe war mit 25 Millimeter starken Styroporplatten zur Isolierung ausgelegt. Der Innenraum hatte links und rechts zwei Sitzbänke, die zu Einzelbetten umgestaltet werden konnten, und einen versenkbaren Tisch zur Erweiterung der Liegefläche. Vorn rechts gab es eine kleine Küche, sogenannte Pantry, mit zweiflammigem Gaskocher, Spüle, Kühlschrank und Hängeschrank. Links waren Dusche und WC eingebaut. Der Innenraum war 1,88 Meter breit und 1,88 Meter hoch, sodass man aufrecht stehen konnte. Außen war das Reisemobil 4,93 Meter lang und 2,06 Meter breit, das zulässige Gesamtgewicht betrug 2300 Kilogramm. Mit dem 70 PS starken 2-Liter-Motor des VW T2 soll eine Höchstgeschwindigkeit von 120 km/h zu erreichen gewesen sein.

## Weitere Modelle
Es folgten Modelle auf einem  Daimler-Benz 207D/208-Chassis. Parallel wurden die Wohnwagenmodelle Postillion 4500 und 5000 entwickelt und im Jahr 1982 auf den Markt gebracht. Es gab noch eine dritte Variante, den Postillion 5002 als abgespeckter Postillion 5000. Die Reisemobile etablierten sich am Markt, die Wohnwagenproduktion wurde nach einigen Jahren wieder eingestellt.
In den 1980er Jahren stellte Karmann die Modelle Gipsy und Cheetah auf Basis des  Volkswagen T3 und das Karmann-Mobil auf einem Mercedes-Benz MB 100 vor.
Der Anfang der 1990er Jahre eingeführte Distance wide war ursprünglich nur als Sondermodell des Karmann-Mobil LT geplant. Die Resonanz war jedoch so groß, dass schon im darauf folgenden Jahr drei weitere Distance wide-Varianten vorgestellt wurden. 1996 präsentierte Karmann-Mobil die ersten Modelle der Missouri- und Colorado-Reihe.
Im Jahr 2000 übernahm die Firma Eura Mobil die Marke Karmann-Mobil. Es erschienen die neu entwickelten Modelle Ontario und Davis. Seit 2012 hat sich Karmann-Mobil auf den Ausbau von Kastenwagen, bei denen die Originalkarosserie bestehen bleibt, spezialisiert und stellt derzeit keine klassischen Wohnmobile mehr her.

Karmann-Mobil-Modelle
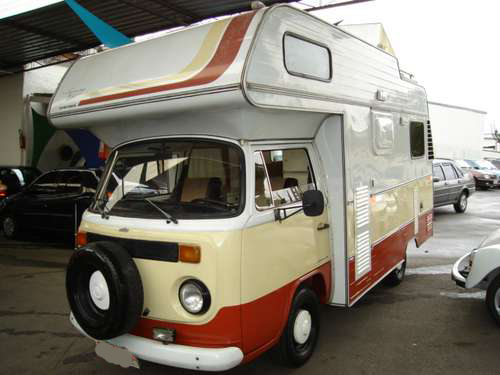
Karmann-Mobil auf VW T2
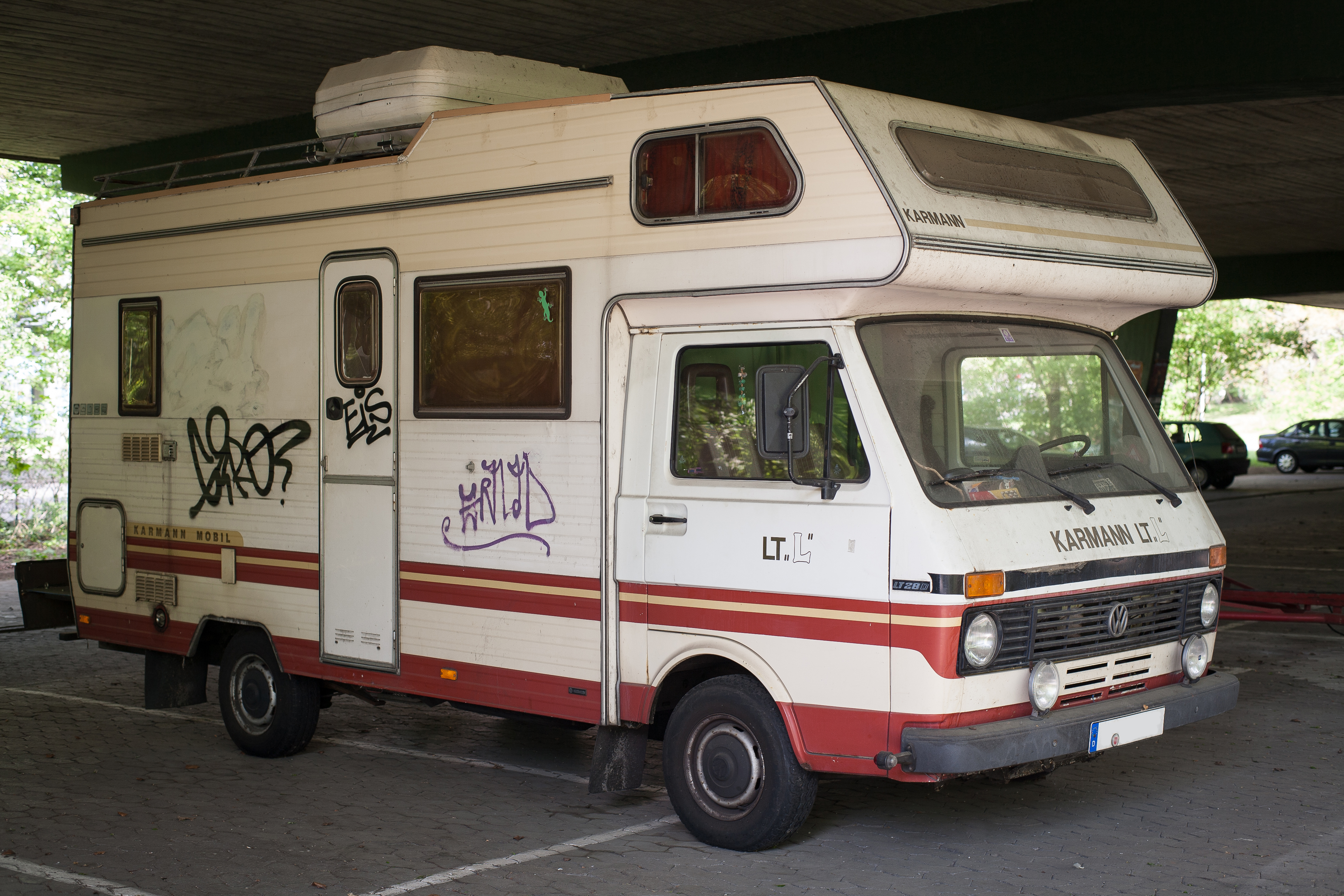
Karmann-Mobil auf VW LT
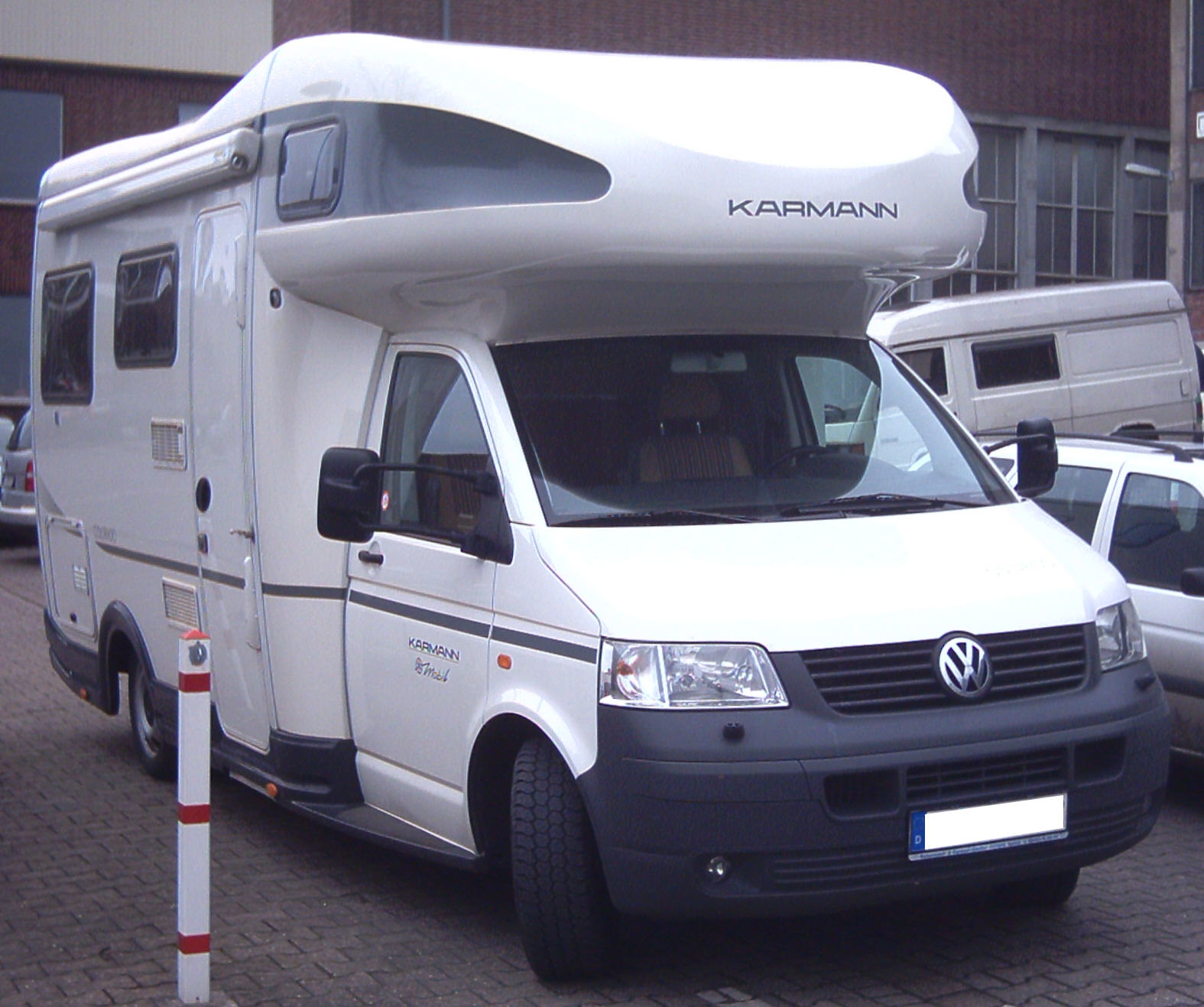
Colorado auf VW T5
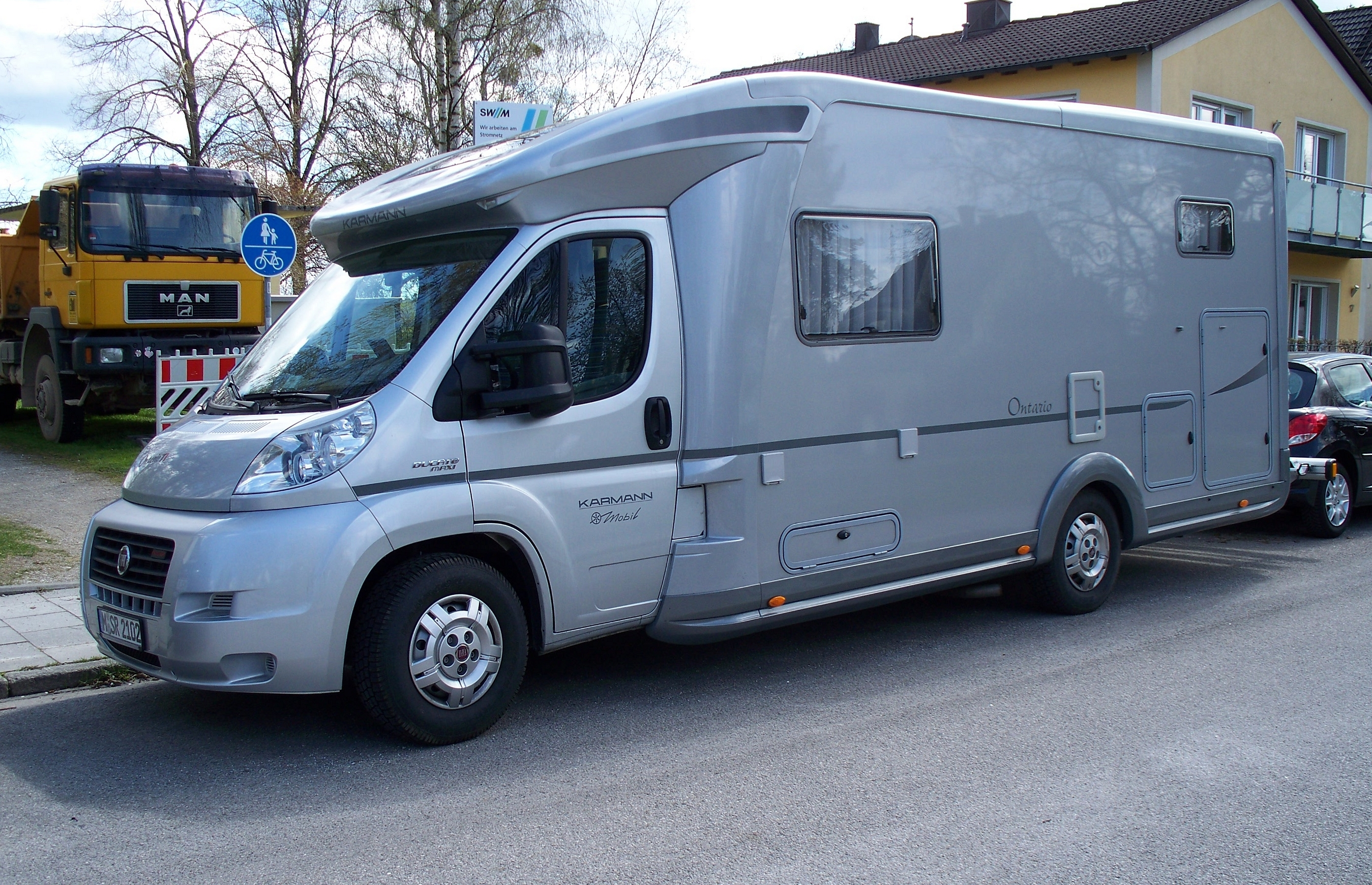
Ontario auf Fiat Ducato

## Produktpalette

### Aktuelle Modelle
- Davis
- Dexter

### Ehemalige Modelle
- Danny
- Davis auf Ford FT 150 Basis
- Karmann-Mobil auf Daimler-Benz-207D/208-Basis
- Gipsy
- Cheetah
- Colibri
- Karmann-Mobil auf Mercedes-Benz MB 100 D
- Autovilla
- Karmann-Mobil LT
- Distance wide
- Missouri
- Bahia
- Colorado
- Ontario
- Karuso
- Postillion (Wohnwagen)[3]

## Sonstiges
Seit 1998 gibt es den Karmann-Mobil-Club mit mehr als 400 Mitgliedern. Dort werden exklusive Veranstaltungen für Karmann-Mobil-Besitzer organisiert.